# Jequiá da Praia
Jequiá da Praia é um município brasileiro localizado na microrregião de São Miguel dos Campos, estado de Alagoas. Sua população em 2012 foi estimada pelo IBGE (Instituto Brasileiro de Geografia e Estatística) em 11.887 habitantes, distribuídos em 338 km² de área.

## História
O município mais novo do estado de Alagoas, Jequiá da Praia foi criado em 1995 pela lei n° 5.675 de 3 de fevereiro. O município era antes parte de São Miguel dos Campos e de Coruripe.

## Prefeitos
- Miguel Soares Palmeira (Interventor Estadual) (1999-2000)
- Rosinha Jatobá (2001-2004) e (2005-2008);
- Marcelo Beltrão (2009-2012) e (2013-2016);*
- Jeannyne Beltrão (2017-2020)
- Carlos Felipe Castro Jatobá Lins (2021-atual)

## Geografia
Jequiá da Praia é a cidade do litoral sul de Alagoas que mais apresenta cenários selvagens. As praias de Jacarecica do Sul, Dunas de Marapé, Lagoa Azeda e Pituba, e o povoado de Barra de Jequiá, apresentam clima quase sempre excelente.
Sua natureza guarda ecossistemas diversificados. No povoado de Barra de Jequiá, por exemplo, pode-se assistir ao encontro da lagoa de Jequiá com o oceano Atlântico ou os manguezais. Na povoação de Lagoa Azeda está a lagoa que empresta seu nome à região, com águas vigorosas e que dificultam a prática de esportes náuticos. As praias de Pituba e Jacarecica do Sul são praticamente selvagens, apresentando cenários ainda pouco explorados pelo homem.